# John de Hausted
John de Hausted (mort en 1337) est un noble anglais qui participe à la guerre de Cent Ans et la première guerre d'indépendance écossaise.

## Biographie
John est le fils cadet de Robert de Hausted d'Horpole. Il reçoit en 1307 le manoir de Deusangre et d'autres terres dans le Northumberland. En 1317, il participe à l'expédition en Écosse du roi Édouard II d'Angleterre et est investi du pouvoir de protéger tous ceux qui se soumettent à l'autorité du roi dans le Northumberland. En 1323, il gouverne le château de Clare dans le Suffolk.
Après le couronnement du roi Édouard III, il est nommé sénéchal de Gascogne de 1327 à 1331. Il siège au parlement d'Angleterre du 20 juillet 1332 au 22 janvier 1336, sous le nom de baron Hausted.
De sa femme Roese il a pour enfants :
- Elizabeth ;
- William, mort en 1345 sans descendance vivante[2].

John meurt en 1337.